# Kiasme
En Kiasme er en retorisk stilfigur. Ordet stammer fra det græske bogstav χ (chi) og betyder "krydsstilling".
Den har samme struktur som antimetabolen og er en modsætningsfigur med strukturen a-b-b-a, som tilfører sproget rytme og patos. En kiasme kan forekomme på sætningsniveau, men fortællinger kan også være opbygget efter en kiastisk struktur, eller indeholde kiastiske elementer, hvor noget udvikler sig til det modsatte (omvending/spejling/inversion). Holbergs komedie Jeppe på Bjerget er et eksempel på en handling med en kiastisk struktur, hvor tingene bliver vendt på hovedet, da bonden Jeppe ved list bliver forvandlet til baron for til sidst at ende som bonde igen.

## Eksempel
En af de mere kendte kiasmer er fra John F. Kennedys indsættelsestale fra 1961:
| Citat | And so, my fellow Americans: Ask not what your country can do for you – ask what you can do for your country | Citat |
|       | |       |